# 姚康
姚康（?—?），字汝諧，華州下邽（今陝西謂南縣）人。唐代史學家。
祖籍吳興武康，姚南仲孫。元和十五年進士，歷任試右武衛曹參軍、劍南觀察推官。任職左司員外郎期間收受平糴官秦季元絹六千匹，貸乾沒錢八千萬，與戶部員外郎盧元中俱貶嶺南尉。官至太子詹事。唐宣宗大中年間，撰成《統史》300卷，被稱是《資治通鑑》成書之前最好的一本編年體史書。